# Basketball-Bundesliga 1993-1994
La Basketball-Bundesliga 1993-1994 è stata la 28ª edizione del massimo campionato tedesco di pallacanestro maschile. La vittoria finale è stata ad appannaggio del TSV Bayer 04 Leverkusen.

## Risultati

### Stagione regolare

#### Gruppe Nord
|    | Squadra                 | G  | V  | P  | PF | PS | Pt. | Qualificazione                         |
| -- | ----------------------- | -- | -- | -- | -- | -- | --- | -------------------------------------- |
| 1. | TSV Bayer 04 Leverkusen | 32 | 28 | 4  |    |    | 56  | playoffs                               |
| 2. | Brandt Hagen            | 32 | 20 | 12 |    |    | 40  | playoffs                               |
| 3. | Alba Berlino            | 32 | 19 | 13 |    |    | 38  | playoffs                               |
| 4. | BG Bramsche/Osnabrück   | 32 | 13 | 19 |    |    | 26  | playoffs                               |
| 5. | SG FT/MTV Braunschweig  | 32 | 7  | 25 |    |    | 14  | retrocesse in 2. Basketball-Bundesliga |
| 6. | TK Hannover             | 32 | 3  | 29 |    |    | 6   | retrocesse in 2. Basketball-Bundesliga |

#### Gruppe Süd
|    | Squadra                  | G  | V  | P  | PF | PS | Pt. | Qualificazione |
| -- | ------------------------ | -- | -- | -- | -- | -- | --- | -------------- |
| 1. | TTL Basketball Bamberg   | 32 | 23 | 9  |    |    | 46  | playoffs       |
| 2. | SSV 1846 Ulma            | 32 | 23 | 9  |    |    | 46  | playoffs       |
| 3. | Steiner Bayreuth         | 32 | 21 | 11 |    |    | 42  | playoffs       |
| 4. | MTV 1846 Gießen          | 32 | 13 | 19 |    |    | 26  | playoffs       |
| 5. | BG Stoccarda/Ludwigsburg | 32 | 11 | 21 |    |    | 22  |                |
| 6. | TV Germania Trier        | 32 | 11 | 21 |    |    | 22  |                |

## Playoff
|  | Quarti di finale | Quarti di finale | Quarti di finale |              |               | Semifinali       | Semifinali | Semifinali |  |  | Finali | Finali           | Finali |
|  |                  |                  |                  |              |               |                  |            |            |  |  |        |                  |        |
|  | N1.              | Bayer Leverkusen | 2                |              |               |                  |            |            |  |  |        |                  |        |
|  | S4.              | TBB Treviri      | 0                |              |               |                  |            |            |  |  |        |                  |        |
|  | S4.              | TBB Treviri      | 0                |              | N1.           | Bayer Leverkusen | 3          |            |  |  |        |                  |        |
|  |                  |                  |                  |              | N1.           | Bayer Leverkusen | 3          |            |  |  |        |                  |        |
|  |                  | N3.              | Alba Berlino     | 0            |               |                  |            |            |  |  |        |                  |        |
|  | S2.              | N3.              | Alba Berlino     | 0            | SSV 1846 Ulma | 0                |            |            |  |  |        |                  |        |
|  | S2.              |                  |                  |              | SSV 1846 Ulma | 0                |            |            |  |  |        |                  |        |
|  | N3.              | Alba Berlino     | 2                |              |               |                  |            |            |  |  |        |                  |        |
|  |                  |                  |                  |              |               |                  |            |            |  |  | N1.    | Bayer Leverkusen | 3      |
|  |                  |                  | N2.              | Brandt Hagen | 0             |                  |            |            |  |  |        |                  |        |
|  | S1.              | Bamberga         | 2                |              |               |                  |            |            |  |  |        |                  |        |
|  | N4.              | TuS Bramsche     | 1                |              |               |                  |            |            |  |  |        |                  |        |
|  | N4.              | TuS Bramsche     | 1                |              | S1.           | Bamberga         | 0          |            |  |  |        |                  |        |
|  |                  |                  |                  |              | S1.           | Bamberga         | 0          |            |  |  |        |                  |        |
|  |                  | N2.              | Brandt Hagen     | 3            |               |                  |            |            |  |  |        |                  |        |
|  | N2.              | N2.              | Brandt Hagen     | 3            | Brandt Hagen  | 2                |            |            |  |  |        |                  |        |
|  | N2.              |                  |                  |              | Brandt Hagen  | 2                |            |            |  |  |        |                  |        |
|  | S3.              | Bayreuth         | 0                |              |               |                  |            |            |  |  |        |                  |        |

| Basketball-Bundesliga 1993-1994    |
| ---------------------------------- |
| TSV Bayer 04 Leverkusen 12º titolo |

## Premi e riconoscimenti
- MVP regular season:  Teoman Alibegović, Alba Berlino